# ZF Friedrichshafen
ZF Friedrichshafen est un équipementier automobile allemand. C'est le principal fournisseur mondial de technique de transmission et de châssis. ZF est membre de l'association européenne des équipementiers automobiles, le CLEPA. C'est le sigle de Zahnrad Fabrik.

## Histoire

ZF TRW Automotive Holdings Corp

La société a été fondée en 1915 à Friedrichshafen, en Allemagne, par Luftschiffbau Zeppelin GmbH, afin de produire des engrenages pour les Zeppelins et autres dirigeables. Zeppelin ne parvenait pas à se procurer autrement des engrenages pour ses dirigeables.
En 1995, ZF a conclu une coentreprise avec le fabricant d'engin de génie civil chinois LiuGong, partenariat qui se poursuit toujours aujourd'hui.
En septembre 2014, ZF Friedrichshafen devient le troisième équipementier automobile mondial grâce à l'acquisition de TRW Automotive pour environ 13,5 milliards de dollars.
En 2017, ZF prend une participation de 40 % dans Ibeo Automotive.
En mars 2019, ZF annonce l'acquisition de l'équipementier automobile américain Wabco, spécialisé dans les systèmes d'aide à la conduite pour camion, pour 7 milliards de dollars.

## Activités
Spécialisée dans l'ingénierie, elle est principalement connue pour ses activités de conception, de recherche et développement et de fabrication dans l'industrie automobile. C'est un fournisseur mondial de techniques de transmission et de châssis pour les voitures et les véhicules commerciaux, ainsi que d'équipements spécialisés tels que les équipements de construction. Il est également présent dans les secteurs du rail, de la marine, de la défense et de l'aviation, ainsi que dans les applications industrielles générales. ZF compte 241 sites de production dans 41 pays et emploie environ 157 000 personnes (2021).

## Galerie

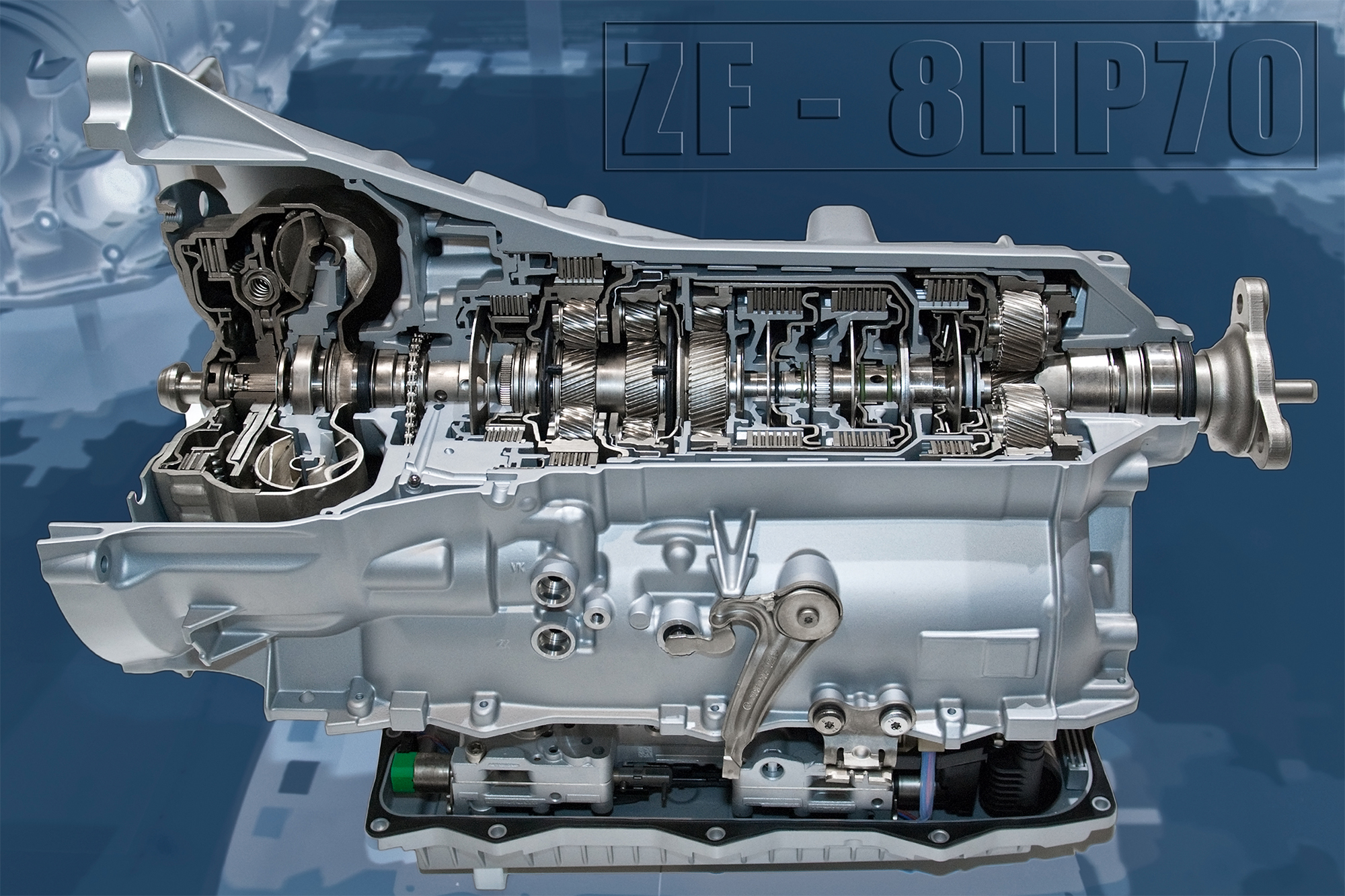
Boîte de vitesses ZF.
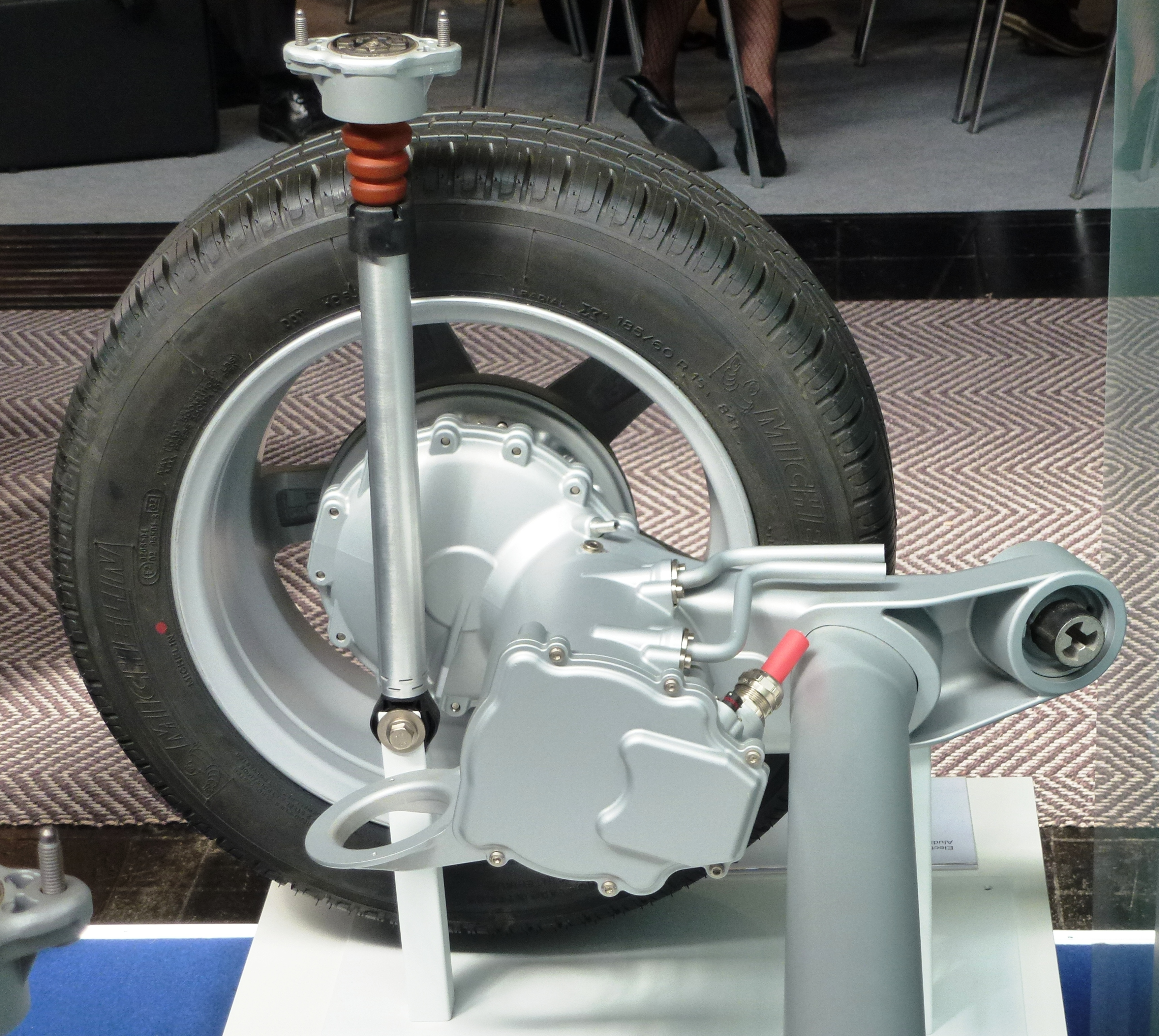
Electric-vehicle drive unit.